# Etui

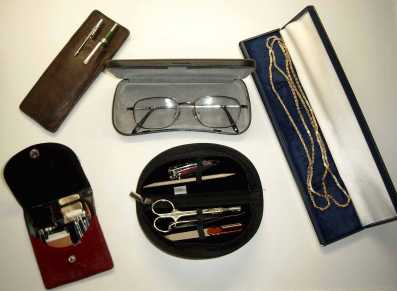
Verschiedene Etuis

Etui (IPA: [ɛtˈviː], anhörenⓘ, [eˈty̑iː], anhörenⓘ; franz., auch Futteral) ist ein Behälter zum Aufbewahren verschiedener Gebrauchs- oder Wertgegenstände. Je nach seinem Inhalt nennt man es z. B. Brillen-, Schmuck-, Nagelpflege-, Schlüssel-, Fülleretui bzw. Federmäppchen.

## Kurzbeschreibung
- Behältnisse für Schreibutensilien wurden ursprünglich als Federmappe oder Federkasten bezeichnet, weil die ersten Schreibgeräte angespitzte Federn waren. Erst später kam vor allem in der Schweiz sowie in Deutschland am Niederrhein, in Westfalen und im südlichen Niedersachsen der französische Namen Etui auf.[4] Andernorts wird es anstelle des französischen Begriffs besonders in Deutschland zuweilen als „Federmäppchen“ oder als „Faulenzer“ bezeichnet, in Österreich als „Pennal“  oder „Federpennal“.

- Ein Etui kann aus den Materialien Holz, Metall (z. B. Aluminium), Kunststoff, Leder, Kunstleder oder Stoff bestehen. Innen ist es häufig mit weichem Material, wie Samt, Velours, Seide oder Leder, ausgeschlagen. Die Form wird von den Inhalten bestimmt, daher ist sie meist länglich, schmal und flach. Zum Öffnen dienen entweder Klappmechanismen, Reißverschlüsse, kleine Schnappschlösser oder die Deckel können ganz abgenommen werden.

## Andere Wortverwendung
In der Modebranche spricht man bei Damenkleidern, die sehr schmal geschnitten sind, also in den Schultern breit und nach unten zulaufend enger werden, von einem Etuikleid.